# Enrico Zoffoli

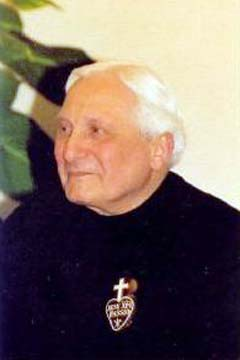
Enrico Zoffoli

Enrico Zoffoli (* 3. September 1915 in Marino, Italien; † 16. Juni 1996 in Rom) war ein italienischer Passionisten-Pater und Theologe.

## Leben
Enrico Zoffoli wurde am 29. April 1939 zum Priester geweiht. Als Passionist studierte er Philosophie und begann an der Päpstlichen Akademie des hl. Thomas von Aquin zu lehren. Er wurde zum Prüfer der Priesteramtskandidaten der Passionisten und zum Beichtvater an deren Vikariat in Rom ernannt. Später lehrte er auch an der Päpstlichen Lateranuniversität.
Er predigte in verschiedenen italienischen Missionswerken und gab Kurse über Katholizität für Priester und Laien und betrieb einen Studienkreis zum Verständnis der Kirchenlehrer. Im Verlauf eines halben Jahrhunderts verfasste er Bücher zu Philosophie, Apologetik, Spiritualität, Theologie, Hagiographie und Geschichte. Seine Theologie war vor allem von Thomas von Aquin und Therese von Lisieux beeinflusst.
Ab 1958, nach einem Besuch der Nonne Celina Martin, der letzten lebenden Mitschwester von Thérèse von Lisieux, befasste er sich kritisch mit der Geschichte von Paul vom Kreuz. Sein Spätwerk, das zehn Jahre Arbeit in Anspruch nahm und mehr als 6.000 Seiten umfasst, hatte großen Einfluss und wurde in Teilen in das revidierte Gebet des Breviario Passionista aufgenommen. Noch 1992 veröffentlichte er das Dizionario del Cristianesimo.
Ein Thema, das in seinen Schriften häufig wiederkehrt ist das Eucharistische Geheimnis: Zum 50-jährigen Jubiläum seiner Priesterweihe veröffentlichte er das Buch La Messa è tutto (dt. „Die Messe ist Alles“), das in Form eines Katechismus mehrfach aufgelegt und bei vielen Theologen sehr positiv aufgenommen wurde.

## Der Fall des „Cammino neocatecumenale“
Zoffoli bemühte sich mit allen Kräften, Missverständnisse und falsche Einstellungen zu bekämpfen, wie man am Fall des Cammino neocatecumenale sehen kann. Er war bei seiner Tätigkeit auf Gruppen gestoßen, die sich als Cammino neocatecumenale (Neokatechumenaler Weg) bezeichneten. Zoffoli gewann einen negativen Eindruck von dieser Gemeinschaft und schätzte die spezifischen Lehren teilweise als häretisch und liturgisch fehlerhaft ein.
Zoffoli verfasste mehrere Schriften zu dem Thema, unter anderem Eresie del Cammino Neocatecumenale, Catechesi neocatecumenale e ortodossia del Papa, Verità del Cammino Neocatecumenale. Dabei war es ihm wichtig nur auf die Fehler hinzuweisen und die Fehlmeinungen zu verurteilen, nicht jedoch die Menschen dahinter. Am 23. März 1995 verfasste er einen offenen Brief an die wichtigsten Diözesen Italiens, in dem er die Frage stellte, ob dem Papst Johannes Paul II. die Ideen dieser Bewegung bekannt seien und forderte das päpstliche Lehramt auf, dazu Stellung zu nehmen. Zu den Empfängern gehörten unter anderen Kardinal Ratzinger und Kardinal Camillo Ruini. Die Kongregation für die Glaubenslehre bestätigte die guten Absichten erklärte jedoch, niemanden voreilig verurteilen zu wollen. Daraufhin kam Zoffoli zu der Erkenntnis, dass der Kongregation für die Glaubenslehre nicht die Originaldokumente, die vom Neokatechumenalen Weg genutzt werden, vorlagen.

## Schriften

### Philosophie
- Itinerario alla filosofia, (dt. Reise zur Philosophie) ed. Fiorentina Florenz, 1948.
- Il male, (Das Böse) Lecce, 1951.
- Problema e mistero male, (Problem und Geheimnis des Bösen) Marietti, Turin, 1960.
- Ed io che sono?, (Und was bin ich?) Il Crivello, Cittadella di Padova, 1972.
- Aborto giudicato dalla ragione, (Abtreibung verurteilt durch den Verstand) ed. Grafischena, Fasano (Br), 1975.
- La verità, (Die Wahrheit) ed. Grafischena, Fasano (Br), 1975.
- Origine del mondo, (Der Ursprung der Welt) ed. Grafischena, Fasano (Br), 1978.
- Dalla prima nebulosa all'uomo, (Vom ersten Nebel zum Menschen) ed. Grafischena, Fasano (Br), 1979.
- Esistenza dello spirito e dignità della persona, (Die Existenz des Geistes und die Würde der Person) ed. Grafischena, Fasano (Br), 1979.
- La persona non muore, (Die Person stirbt nicht) ed. Grafischena, Fasano (Br), 1979.
- Valore dell'esistenza, (Wert des Seins) ed. Rogate, Rom 1980.
- Pena di morte e Chiesa cattolica, (Todesstrafe und katholische Kirche) ed. Settimo Sigillo, Rom 1981.
- Tomismo e cattolicesimo, (Thomismus und Katholizismus) Ist. Padano di A.G., Rovigo, 1978 (Exzerpt aus Palestra del Clero, nn. 20–21, 1978)
- Origine delle idee e astrazione dell'intelletto agente in san Tommaso (Herkunft von Ideen und Abstraktion des Intellekts bei St. Thomas) (Exzerpt der Akten Atti dell'VIII Congresso Tomistico Internazionale, vol. VII, 1982)
- La dignità del corpo umano nella dottrina di san Tommaso (Die Würde des menschlichen Körpers in der Lehre von St. Thomas) (Exzerpt der Atti del IX Congresso Tomistico Internazionale, vol. III, 1991)
- Il fondamentale tomismo di Galileo (Das thomistische Fundament bei Galileo) (Exzerpt aus Doctor Communis, XLIV – 1991, S. 130–147)
- Principi di filosofia, (Prinzipien der Philosophie) ed. Fonti Vive, Rom 1988

### Apologetik
- Perché credo, (Weil ich glaube) ed. Il Crivello, Cittadella di Padova 1970.
- Itinerario alla fede, (Reise zum Glauben) ed. Grafíschena, Fasano (Br) 1978.
- Galileo, Fede nella ragione e ragioni della fede, (Galileo, Glaube an die Vernunft und die Gründe des Glaubens) ed. Studio Domenicano, Bologna 1990.
- Comunione sulla mano? - Il vero pensiero della Chiesa secondo la vera storia del nuovo rito, (Kommunion in der Hand? - Der wahre Gedanke der Kirche nach der wahren Geschichte des neuen Ritus) Rom 1990.
- La confessione è ancora necessaria?, (Ist die Beichte immer noch notwendig?) Rom 1990.
- La vera Chiesa di Cristo!, (Die wahre Kirche Christi) Roma 1990.
- La messa è tutto. Catechismo, (Die Messe ist alles. Katechismus) Rom 1991.
- Congiura contro l'eucaristia e il sacerdozio, (Verschwörung gegen Eucharistie und Priestertum) Rom 1991.
- La Messa unico tesoro e la sua concelebrazione, (Der einzigartige Schatz der Messe und seine Feier) Rom 1991.
- Dio perdona, se... Dialogo sul Sacramento della penitenza, (Gott verzeiht, obwohl ... Dialog über das Sakrament der Buße) Rom 1991.
- Eucaristia ed Ecumenismo. Dialogo, (Eucharistie und Ökumene. Dialog) ed. Comitato Medjugorje, Mailand 1992.
- Eucaristia. Difesa contro la miscredenza e il tradimento, (Eucharistie. Verteidigung gegen Unglauben und Verrat) Rom 1995.

### Theologie und Spiritualität
- L'obbligo di corrispondere alla vocazione, (Die Verpflichtung auf die Berufung zu antworten) ed. Fiorentina, Florenz, 1949. (Exzerpt aus Vita Cristiana, fasc. IV-V)
- Il mio e vostro sacrificio. Lineamenti di una teologia del Sacrificio eucaristico per laici, (Mein und dein Opfer. Umrisse einer Theologie des eucharistischen Opfers für die Laien) Lucca 1955.
- La passione mistero di salvezza, (Die Passion, das Geheimnis des Heils) Vicenza 1966. (Neuauflagen 1971, 1984; Übersetzungen ins Spanische und Portugiesische)
- Perché la Messa?, (Warum die Messe?) ed. Il Crivello, Cittadella di Padova 1970.
- La passione di Cristo nella Bibbia, (Die Passion Christi in der Bibel) ed. Il Crivello, Cittadella di Padova 1971.
- La morte. E poi?..., (Der Tod. Und dann?) ed. Grafischena, Fasano 1975.
- Handreichungen zur Philosophie des Christentums, für die Verwendung der Studiengruppe Gruppi di Studio san Tommaso d'Aquino:
  - Il mondo, (Die Welt) Rom 1976.
  - L'uomo. Prima parte: L'Essere, (Der Mensch. Erster Teil: Das Sein.) Rom 1977.
  - Dio, Esistenza. Metafisica: causa dell'Ente o dall'Esistente all'Essere, (Die Existenz Gottes. Metaphysik: Grund des Seins oder von der Existenz des Wesens) Rom 1980.
- Mistero della sofferenza di Dio? - Il pensiero di S. Tommaso (Was ist das Geheimnis von Gottes Leiden? - Gedanken von St. Thomas; Pontificia Accademia di San Tommaso), Libreria Editrice Vaticana, n. 34 della collana Studi Tomistici, Roma 1988.
- A colloquio con Dio, (Im Gespräch mit Gott) ed. Rogate, Roma 1991.
- La Messa è tutto. Teologia a servizio della fede, (Die Messe ist alles. Theologie im Dienst des Glaubens) ed. Cipi, Rom.
- Carismi e carismatici nella Chiesa, (Charismen und Charismatiker in der Kirche) ed. Dehoniane, Rom 1991.
- Incontro al Mistero. Elevazioni, (Begegnung mit dem Geheimnis. Auslegungen) ed. Segno, Udine 1992.
- Catechismo della fede cattolica, (Katechismus des katholischen Glaubens) ed. Segno, Udine 1993.
- Il neocatecumenato della Chiesa cattolica. Lettera aperta al clero italiano, (Die Neocatecumenato der katholischen Kirche. Offener Brief an die italienische Geistlichkeit) ed. Segno, Udine 1993.
- Cristianesimo. Corso di teologia cattolica, (Christentum. Kurs der katholischen Theologie) ed. Segno, Udine 1994.
- Eucaristia o nulla, (Eucharistie oder Nichts) ed. Segno, Udine 1994.
- Questa è la Messa. Non altro, ( Dies ist die Messe. Nichts mehr) ed. Segno, Udine 1994.
- Chiesa e uomini di Chiesa. Apologia a rovescio, (Kirche und Kirchenmänner. Apologie rückwärts) ed. Segno, Udine 1994.
- Dio. Dov'è questo Dio? (Gott. Wo ist dieser Gott?) (Pontificia Accademia di S. Tommaso), Libreria Editrice Vaticana, Rom 1994.
- Ecumenismo e umanesimo di Giovanni Paolo Il, (Ökumenismus und des Humanismus von Johannes Paul II) Pont. Accademia di S. Tommaso, Libreria Editrice Vaticana, Rom 1995.
- Catechesi neocatecumenale e ortodossia del Papa, (Catechesi neocatecumenale und die Orthodoxie des Papstes) ed. Segno, Udine 1995.
- Vita futura e verità sul purgatorio, (Das zukünftige Leben und die Wahrheit über das Fegefeuer) ed. Segno, Udine 1995.
- Ebraismo a confronto col Cristianesimo, (Judentum im Vergleich mit dem Christentum) ed. Segno, Udine 1995.
- San Tommaso, Quaderni del Segno n. 1, ed. Segno, Udine, 1996
- Non tutto è materia, (Nicht alles ist Materie) Quaderni del Segno n. 2, ed. Segno, Udine 1996.
- Alla scoperta del Padre, (Die Entdeckung des Vaters) Quaderni del Segno n. 3, ed. Segno, Udine 1996.
- Morte di Cristo. Revisione di un processo, (Christi Tod. Revision eines Prozesses) Quaderni del Segno n. 4, ed. Segno, Udine 1996.
- Potere e obbedienza nella Chiesa, (Macht und Gehorsam gegenüber der Kirche) Maurizio Minchella editore, Mailand 1996.

### Hagiographie
- La povera Gemma. Saggi critici storico-teologici, (Die arme Gemma. Historische und theologische Abhandlungen) ed. Il Crocifisso, Rom.
- S. Paolo della Croce. Storia critica, (St. Paul vom Kreuz. Kritische Geschichte) A cura della Congregazione dei pp. Passionisti, Roma 1963–1968:
  - vol. I, Bibliografie
  - vol. II, L'uomo e il Santo (Mensch und Heiliger)
  - vol. III, Maestro di Spirito, missionario e fondatore (Meister des Geistes, Missionar und Gründer)
- S. Paolo della Croce. Diario spirituale. Testo critico, (Spirituelles Tagebuch. Text mit Anmerkungen und Einleitung) A cura dei pp. Passionisti. Roma 1964.
- S. Paolo della Croce. Profilo, Vicenza 1967.
- S. Paolo della Croce e le Suore Passioniste di Signa, (Paul vom Kreuzes und die Passionisten-Schwestern von Signa) Rom 1967.
- S. Paolo della Croce (compendio), Manduria (Taranto) 1975.
- Tempo ed eternità. Nella vita intima di S. Teresa di Lisieux, (Zeit und Ewigkeit. Über das geheime Leben der heiligen Therese von Lisieux) ed. O.C.D., Rom

### Geschichte
- I Passionisti. Spiritualità e apostolato, (Die Passionisten. Spiritualität und Apostolat) ed. Il Crocifisso, Rom 1955.
- Le monache passioniste, (Die Passionistenmönche) ed. Il Crivello, Cittadella di Padova 1970.

### Varia
- Casa di preghiera, non spelonca di ladri, (Haus des Gebetes, nicht Räuberhöhle (Lk 19,41-48 LUT)) Rom 1980.
- Lettera aperta di un gruppo di laici al clero italiano, (Offener Brief einer Gruppe von Laien an die italienischen Geistlichkeit) Roma 1986.
- Dizionario del Cristianesimo, (Wörterbuch des Christentums) ed. Segno, Udine 1992.
- Pena di morte e Chiesa Cattolica(Die Todesstrafe und die katholische Kirche, Apologie der Todesstrafe, aus einem traditionell-katholischen Blickwinkel, unter dem Pseudonym „Catholicus“ veröffentlicht), Edizioni Giovanni Volpe 1993.
- Alla scoperta di Gesù, (Zur Entdeckung Jesu) Maurizio Minchella Editore, Mailand 1996.